# Germaine Kanova
Germaine Kanova (parfois orthographié Kahnova), née Germaine Sophie Osstyn, le 31 août 1902 à Boulogne-sur-Mer et morte le 27 janvier 1975 à Antibes, est une photographe française.
Engagée au sein de l'Armée française de la Libération entre 1944 et 1945, elle est surtout connue pour ses clichés réalisés peu après la libération du camp de concentration de Vaihingen en avril 1945.

## Biographie
Germaine Kanova naît en août 1902 au sein d'une famille franco-belge, la famille Osstyn, à Boulogne-sur-Mer,. Son père est boulanger. Pendant la Première Guerre mondiale, elle est contrainte de passer cette période de conflit en partie dans des caves, en raison des bombardements sur la ville. Elle montre des prédispositions pour le piano, mais, selon son témoignage, une maladie brise les possibilités d'en faire son métier. Âgée d'environ 17 ans ans, elle se marie avec un journaliste écossais, et s'installe avec lui en Grande-Bretagne. Elle obtient la double nationalité, française et britannique. Mais son époux la bat, selon ses dires, et le couple se sépare. Elle se remarie en 1928 à Londres avec un Tchèque fortuné, importateur de cristal de Bohême. Le couple voyage en Autriche, en République tchèque, sans doute aussi en Grèce, en Turquie et en Égypte. Lors de son séjour à Vienne, Germaine Kanova sert en partie de mannequin, au début des années 1930, à la photographe allemande Trude Fleischmann, qui fait évoluer l'art du portrait photographique et se découvre à son contact une vocation pour la photographie.
Dans la deuxième partie des années 1930 et jusqu'au début des années 1940, elle est installée comme photographe de studio à Londres. Son travail rencontre alors un certain succès : elle photographie acteurs, écrivains et hommes politiques,,. Elle génère à son tour des vocations auprès d'autres jeunes femmes. Ses œuvres impressionnent ainsi la jeune Dorothy Bohm, au point de lui motiver sa future carrière de photographe. Elle est encore installée à Londres lorsque les troupes allemandes envahissent la France. Elle forme aussi à la photographie Miriam Gilou-Cendrars. Elle travaille à la réalisation d’affiches de propagande pour la France libre, avec l’artiste René Louvat. C’est à cette époque qu’elle réalise le portrait du général Koenig et du général de Gaulle. Elle se lie d’amitié avec Lesley Blanch, journaliste à Vogue et future femme de Roman Kacew, qui adoptera ultérieurement le nom de plume puis d’état civil de Romain Gary. Elle réalise un portrait de Romain Gary, en uniforme. Avec son mari, elle soutient également une partie de la résistance tchèque réfugiée à Londres. Le couple aurait ainsi reçu à leur domicile  Jan Kubiš, Jozef Gabčík et Josef Valčík, quelque temps plus tard auteurs de l’attentat réussi en 1942 à Prague contre Reinhard Heydrich.
Le 22 novembre 1944, elle s'engage au sein de l'Armée française de Libération et est incorporée dans la Section cinématographique de l'Armée française (SCA). Elle suit les troupes françaises, les blindés du général Leclerc, sur les lieux de leurs combats, notamment lors de la bataille d'Alsace puis en Allemagne.
Le 13 avril 1945, elle est appelée avec d'autres membres de la Section cinématographique de l'Armée française au camp de concentration de Vaihingen, libéré le 7 avril précédent par les troupes par le 49e régiment d'infanterie de la 3e division d'infanterie algérienne de la 1re armée française. Elle prend de nombreux clichés pour témoigner des conditions dans le camp et du travail des troupes françaises pour venir en aide aux déportés. Ses clichés sont largement diffusés dans la presse française et internationale. Ils contribuent à sensibiliser l'opinion sur le système concentrationnaire nazi.
Ses photographies témoignent à la fois d'un engagement au plus près des troupes lors des combats que d'une mise à distance empreinte de dignité envers les victimes de la guerre.
Durablement marquée par la libération du camp de Vaihingen, Germaine Kanova démissionne du SCA et quitte l’armée le 8 septembre 1945. Elle a auparavant reçu la croix de guerre avec étoile de bronze : [Germaine Kanova] « A participé aux opérations en Allemagne auprès du 2e bataillon de zouaves portés. […] Le 26 avril à Futzen, elle n’a pas hésité à venir jusqu’aux éléments engagés en premier échelon dans un combat très difficile et meurtrier pour y accomplir crânement sa mission. Par son courage et son sang-froid, [Elle] a réussi a obtenir des documents cinématographiques d’un intérêt exceptionnel »,. Après la capitulation, le 8 mai 1945, elle couvre aussi les derniers combats pour venir à bout des poches allemandes, notamment à Lorient et à Royan et à la pointe de Grave.
Elle retourne ensuite à Londres dans son atelier de photographe, repart en 1946 pour une mission en Pologne sur la reconstruction, puis installe un nouvel atelier à Paris. On perd un peu sa trace dans l'immédiat après-guerre. Son mari s'installe au Canada. Ils vivent séparés. Elle est encore mentionnée comme photographe de plateau sur les tournages de films de la Nouvelle Vague, et se lie d'amitié avec Jeanne Moreau,.
À la fin des années 1950, elle change complètement d'activité, sans qu'on ait d'explications à cette rupture dans son parcours, et reprend un bar à Saint-Sauveur-en-Puisaye. Puis elle s'installe à Saint-Raphaël, puis à Fréjus, et enfin à Antibes. Elle y meurt en janvier 1975.
Oubliée à l'instar de Lee Miller, Germaine Kanova et son travail photographique ne sont publiquement redécouverts que durant les années 2020 mais sa biographie est « lacunaire » note Le Monde, qui lui consacre un article en 2025. L'Établissement de communication et de production audiovisuelle de la Défense conserve 1700 de ses clichés. D'autres fonds existent en France, aux États-Unis et au Canada.

## Expositions
- 12 avril 2025 - 6 juillet 2025 : 1945 : de la découverte des camps à la commémoration, exposition organisée par l'Office national des combattants et des victimes de guerre (ONaCVG) au Mémorial des martyrs de la déportation, à Paris[3].
- 23 mai 2025 - 4 janvier 2026 : Germaine Kanova. Regard d’une photographe sur la Libération, exposition coorganisée par le musée de la Marine et l'Établissement de communication et de production audiovisuel de la défense (ECPAD), citadelle de Port-Louis[3].